# Estépar (kommunhuvudort)
Estépar är en kommunhuvudort i Spanien.   Den ligger i provinsen Provincia de Burgos och regionen Kastilien och Leon, i den norra delen av landet, 210 km norr om huvudstaden Madrid. Estépar ligger 813 meter över havet och antalet invånare är 786.
Terrängen runt Estépar är huvudsakligen platt. Estépar ligger nere i en dal. Runt Estépar är det mycket glesbefolkat, med 7 invånare per kvadratkilometer. Närmaste större samhälle är Burgos, 17,7 km öster om Estépar. Trakten runt Estépar består till största delen av jordbruksmark.